# Andrea Dovizioso
Andrea Dovizioso (ur. 23 marca 1986 w Forlimpopoli) – włoski motocyklista.

## Kariera

### 125 cm³ (2001-2004)
Pierwszym znaczącym sukcesem Andrei było zdobycie tytułu mistrzowskiego w Motocyklowych Mistrzostwach Europy, w roku 2001. Współpracował wówczas z włoską Aprilią. Jeszcze w tym samym sezonie, za sprawą swoich pracodawców, dostał szansę debiutu w Motocyklowych Mistrzostwach Świata, w klasie 125 cm³, podczas GP Włoch. Wyścigu nie udało mu się jednak ukończyć.
W latach 2002–2004 ścigał się na japońskim motocyklu Honda. W pierwszym pełnym sezonie startów zmagania zakończył na 16. pozycji w generalnej klasyfikacji. Pierwsze punkty zdobył podczas GP RPA, zajmując 10. miejsce. Najlepiej spisał się w GP Francji oraz GP Holandii, które ukończył na 9. pozycji. Punktował w 9 z 16 rozegranych wyścigów.
W kolejnym sezonie po raz pierwszy w karierze stanął na podium, zajmując 2. pozycję. Sukces ten uzyskał, podobnie jak w przypadku pierwszych punktów, na afrykańskim obiekcie. W GP Francji po raz pierwszy sięgnął również po pole position. Wyścig ostatecznie zakończył jednak na 3. miejscu. W całym sezonie tylko dwukrotnie nie zakończył zmagań na punktach (wyścigów tych nie ukończył), łącznie stając 4 razy na podium. Z dorobkiem ponad stu punktów, został sklasyfikowany na 5. lokacie.
W ostatnim roku startów w tej kategorii, Włoch po raz pierwszy sięgnął po tytuł mistrzowski. Pierwsze zwycięstwo zanotował już w inaugurującym sezon, szczęśliwym dla niego GP RPA. Łącznie stanął aż 10 razy na podium, z czego 5 razy na najwyższym stopniu (w tym osiem pole position).

### 250 cm³ (2005-2007)
W latach 2005–2007 rywalizował w średniej kategorii 250 cm³, ponownie dosiadając motocykl Hondy. W pierwszym roku startów dzięki równej i konsekwentnej jeździe zajął 3. pozycję na koniec sezonu. W tym czasie pięciokrotnie stawał na podium, po raz pierwszy na portugalkim torze Autódromo do Estoril.
W kolejnych dwóch latach walczył o tytuł mistrzowski z Hiszpanem Jorge Lorenzo. W obu przypadkach musiał jednak uznać jego wyższość. W tym czasie stanął 21 razy na podium, z czego czterokrotnie na najwyższym stopniu (w tym cztery pole position).

### MotoGP (2008-)
W roku 2008 awansował do królewskiej klasy MotoGP, w której jeździł w satelickim zespole Hondy. Dzięki niezwykle równej i konsekwentnej jeździe, pewnie zajął 5. pozycję, z niedużą stratą do czwartej lokaty odwiecznego rywala Lorenzo, jeżdżącego w fabrycznej stajni Yamahy. W całym sezonie raz stanął na podium, zajmując 3. miejsce podczas GP Malezji.
Dzięki obiecującym wynikom w debiucie, Andrea dostał szansę startów u boku Hiszpana Daniego Pedrosy, w fabrycznej ekipie Hondy. Pomimo sporych nadziei Dovi nie prezentował olśniewającej formy, tylko raz stając na podium. Było to zarazem jego pierwsze zwycięstwo w klasie królewskiej, na ulewnym torze Donington Park. W ciągu całego sezonu czterokrotnie nie ukończył zmagań, głównie z własnej winy. Ostatecznie rywalizację zakończył na 6. miejscu, z dorobkiem mniejszym, aniżeli rok wcześniej (został wyprzedzony jednym punktem przez amerykańskiego weterana Colina Edwardsa).
Obiecująco zaczął się dla Dovizioso 2010, bo miejscem na podium w Katarze, łącznie zaliczył ich 7 (trzy drugie miejsca i cztery trzecie), a sezon ukończył piąty z 206 punktami. 2011 był ostatnim sezonem dla Andrei w Hondzie, dzielił on garaż z Caseyem Stonerem oraz Danielem Pedrosą, była to wyjątkowa sytuacja, ponieważ Dovizioso miał ustąpić miejsce Australijczykowi Stonerowi, jednak Włoch wymusił na kierownictwie zespołu utworzenie 3 osobowego teamu ze względu na określone warunki w kontrakcie. Włoch zaliczył kilka dobrych występów często tocząc zacięte boje ze swoim rodakiem, Marco Simoncellim, cztery razy był drugi, trzy razy trzeci, skompletował 228 punktów i zajął najwyższe w swojej karierze występów w kategorii MotoGP 3. miejsce (pokonał m.in. Pedrosę).
Po 10 latach jazdy na motocyklach Hondy, Dovizioso zmienił team na Yamahę, nie była to jednakże ekipa fabryczna, a zespół prywatny Tech 3, prowadzony przez Francuza, Herve Poncherala, tam Dovi dołączył do Cala Crutchlowa, z którym potem miał toczyć pojedynki w Ducati. Andrea odżył w Yamasze, jako pierwszy zawodnik, od czasu Toniego Eliasa w 2006, stanął na podium dosiadając maszyny prywatnego zespołu, zrobił to dokładnie aż 6 razy (Barcelona, Assen, Sachsenring, Mugello, Indianapolis i Aragonia), ukończył 2012 na fantastycznym 4. miejscu.
Mimo tych osiągnięć rozstał się z Yamahą i w 2013 dołączył do składu Ducati, Włoch po cichu liczył, że wskoczy w miejsce Amerykanina, Bena Spiesa do zespołu fabrycznego Yamahy, lecz ta posada przypadła wielokrotnemu mistrzowi świata, Valentio Rossiemu. Nie mając już tak dobrego sprzętu do dyspozycji, Dovizioso musiał zadowolić się słabym Desmosedici i walką o odległe lokaty głównie ze swoim team partnerem, Nickym Haydenem. Dobrze wszedł w nowy zespół z marszu pokonując swojego bardziej doświadczonego, amerykańskiego kolegę w klasyfikacji indywidualnej, gdzie zajął 8. miejsce ze 140 punktami.
Drugi sezon w zespole Ducati mógł zaliczyć do bardziej udanych (regularne miejsca w pierwszej dziesiątce, 2 podia) pozwoliły Włochowi zdobyć 187 pkt., i piąte miejsce w generalce.
Sezon 2015 zaczął bardzo udanie, podczas trzech pierwszych rund MotoGP zajmował drugie miejsca, w kolejnych wyścigach notował słabsze pozycje, czterokrotnie nie dojechał do mety, co pozwoliło zająć 7. pozycję w klasyfikacji generalnej.
W sezonie 2016 był piąty w klasyfikacji generalnej, zaś w sezonach 2017 i 2018 stanął na podium zajmując 2. miejsce w klasyfikacji generalnej.
W sezonie 2019 nadal pozostał w zespole fabrycznym Ducati Corse. Sezon ukończył zdobywając kolejny tytuł wicemistrza świata z 256 punktami.
Sezon 2020 był początkiem zawirowań w karierze Andrei, który ogłosił, że nie jest pewien dalszych startów zespole Ducati w sezonie 2021. Jednocześnie sezon rozpoczął od zajęcia trzeciego miejsca w GP Hiszpanii, a w GP Austrii zwyciężył, tym samym Ducati odniosło 50. zwycięstwo w swojej historii. Tuż po zwycięstwie Andrea ogłosił, że pozostaje w zespole do końca sezonu 2020, ale nie przedłuża kontraktu z Ducati na sezon 2021. W klasyfikacji generalnej we wrześniu 2020 r. zajmuje drugie miejsce.

## Statystyki

### Sezony
| Sezon   | Klasa   | Motocykl                | Zespół        | Wyścigi | Wygrane | Podia | PP | NO | Pkt  | Poz. koń. | Tytuły |
| ------- | ------- | ----------------------- | ------------- | ------- | ------- | ----- | -- | -- | ---- | --------- | ------ |
| 2001    | 125 cm³ | Aprilia RS 125          |               | 1       | 0       | 0     | 0  | 0  | 0    | NS        | –      |
| 2002    | 125 cm³ | Honda RS 125R           |               | 16      | 0       | 0     | 0  | 0  | 42   | 16        | –      |
| 2003    | 125 cm³ | Honda RS 125R           |               | 16      | 0       | 4     | 1  | 0  | 157  | 5         | –      |
| 2004    | 125 cm³ | Honda RS 125R           |               | 16      | 5       | 11    | 8  | 3  | 293  | 1         | 1      |
| 2005    | 250 cm³ | Honda RS 125R           |               | 16      | 0       | 5     | 0  | 1  | 189  | 3         | –      |
| 2006    | 250 cm³ | Honda RS 125R           |               | 16      | 2       | 11    | 2  | 4  | 272  | 2         | –      |
| 2007    | 250 cm³ | Honda RS 125R           |               | 17      | 2       | 10    | 2  | 3  | 260  | 2         | –      |
| 2008    | MotoGP  | Honda RC212V            | JiR Team Scot | 18      | 0       | 1     | 0  | 0  | 174  | 5         | –      |
| 2009    | MotoGP  | Honda RC212V            | Honda-HRC     | 17      | 1       | 1     | 0  | 0  | 160  | 6         | –      |
| 2010    | MotoGP  | Honda RC212V            | Honda-HRC     | 13      | 0       | 4     | 0  | 1  | 139  | 5         | –      |
| 2011    | MotoGP  | Honda RC212V            | Honda-HRC     | 17      | 0       | 7     | 0  | 1  | 228  | 3         | –      |
| 2012    | MotoGP  | Yamaha YZR-M1           | Tech 3        | 18      | 0       | 6     | 0  | 0  | 218  | 4         | –      |
| 2013    | MotoGP  | Ducati Desmosedici GP13 | Ducati Team   | 18      | 0       | 0     | 0  | 0  | 140  | 8         | –      |
| 2014    | MotoGP  | Ducati Desmosedici GP14 | Ducati Team   | 18      | 0       | 2     | 1  | 0  | 187  | 5         | –      |
| 2015    | MotoGP  | Ducati Desmosedici GP15 | Ducati Team   | 18      | 0       | 5     | 1  | 0  | 162  | 7         | –      |
| 2016    | MotoGP  | Ducati Desmosedici GP16 | Ducati Team   | 5       | 0       | 1     | 0  | 0  | 23*  | 11*       | –      |
| Łącznie |         |                         |               | 245     | 10      | 71    | 16 | 13 | 2711 |           | 1      |

* – sezon w trakcie

### Klasy wyścigowe
| Klasa  | Sezon     | Pierwsze GP    | Pierwsze podium | Pierwsza wygrana     | Wyścigi | Wygrane | Podia | PP | Najsz. okr. | Pkt. | WCh. |
| ------ | --------- | -------------- | --------------- | -------------------- | ------- | ------- | ----- | -- | ----------- | ---- | ---- |
| 125cc  | 2001–2004 | Włochy 2001    | RPA 2003        | RPA 2004             | 49      | 5       | 15    | 9  | 3           | 492  | 1    |
| 250cc  | 2005–2007 | Hiszpania 2005 | Portugalia 2005 | Katalonia 2006       | 49      | 4       | 26    | 4  | 8           | 721  | 0    |
| MotoGP | 2008 –    | Katar 2008     | Malezja 2008    | Wielka Brytania 2009 | 147     | 1       | 30    | 3  | 2           | 1498 | 0    |
| Razem  | 2001 –    |                |                 |                      | 245     | 10      | 71    | 16 | 13          | 2711 | 1    |

### Starty
| Rok  | Klasa   | Motocykl    | 1      | 2      | 3      | 4      | 5      | 6      | 7      | 8      | 9      | 10     | 11     | 12     | 13     | 14     | 15     | 16     | 17     | 18    | Poz. | Pkt. |
| ---- | ------- | ----------- | ------ | ------ | ------ | ------ | ------ | ------ | ------ | ------ | ------ | ------ | ------ | ------ | ------ | ------ | ------ | ------ | ------ | ----- | ---- | ---- |
| 2001 | 125 cm³ | Aprilia     | JPN    | RSA    | SPA    | FRA    | ITA NU | CAT    | NED    | GBR    | GER    | CZE    | POR    | VAL    | PAC    | AUS    | MAL    | BRA    |        |       | NS   | 0    |
| 2002 | 125 cm³ | Honda       | JPN NU | RSA 10 | SPA NU | FRA 9  | ITA 12 | CAT NU | NED 11 | GBR 9  | GER 13 | CZE 21 | POR NU | BRA 13 | PAC NU | MAL 15 | AUS 10 | VAL 17 |        |       | 16   | 42   |
| 2003 | 125 cm³ | Honda       | JPN 5  | RSA 2  | SPA 9  | FRA 3  | ITA 4  | CAT NU | NED 10 | GBR 2  | GER 7  | CZE 6  | POR 8  | BRA 6  | PAC 3  | MAL 13 | AUS NU | VAL 8  |        |       | 5    | 157  |
| 2004 | 125 cm³ | Honda       | RSA 1  | SPA 4  | FRA 1  | ITA 4  | CAT 2  | NED 4  | BRA 3  | GER 4  | GBR 1  | CZE 2  | POR NU | JPN 1  | QAT 2  | MAL 2  | AUS 1  | VAL 2  |        |       | 1    | 293  |
| 2005 | 250 cm³ | Honda       | SPA 4  | POR 2  | CHN 2  | FRA 3  | ITA 8  | CAT 3  | NED 7  | GBR 7  | GER 4  | CZE 6  | JPN 6  | MAL NU | QAT 3  | AUS 5  | TUR 5  | VAL 9  |        |       | 3    | 189  |
| 2006 | 250 cm³ | Honda       | SPA 3  | QAT 2  | TUR 3  | CHN 2  | FRA 2  | ITA 3  | CAT 1  | NED 3  | GBR 6  | GER 4  | CZE 2  | MAL 2  | AUS 4  | JPN 4  | POR 1  | VAL 7  |        |       | 2    | 272  |
| 2007 | 250 cm³ | Honda       | QAT 5  | SPA 3  | TUR 1  | CHN 3  | FRA 2  | ITA 4  | CAT 3  | GBR 1  | NED 4  | GER 5  | CZE 2  | RSM NU | POR 2  | JPN 2  | AUS 3  | MAL 11 | VAL 4  |       | 2    | 260  |
| 2008 | MotoGP  | Honda       | QAT 4  | SPA 8  | POR NU | CHN 11 | FRA 6  | ITA 8  | CAT 4  | GBR 5  | NED 5  | GER 5  | USA 4  | CZE 9  | RSM 8  | IND 5  | JPN 9  | AUS 7  | MAL 3  | VAL 4 | 5    | 174  |
| 2009 | MotoGP  | Honda       | QAT 5  | JPN 5  | SPA 8  | FRA 4  | ITA 4  | CAT 4  | NED NU | USA NU | GER NU | GBR 1  | CZE 4  | IND 4  | RSM 4  | POR 7  | AUS 6  | MAL NU | VAL 8  |       | 6    | 160  |
| 2010 | MotoGP  | Honda       | QAT 3  | SPA 6  | FRA 3  | ITA 3  | GBR 2  | NED 5  | CAT 14 | GER 5  | USA 4  | CZE NU | IND 5  | RSM 4  | ARA NU | JPN    | MAL    | AUS    | POR    | VAL   | 5*   | 139* |
| 2011 | MotoGP  | Honda       | QAT 4  | SPA 12 | POR 4  | FRA 2  | CAT 4  | GBR 2  | NED 3  | ITA 2  | GER 4  | USA 5  | CZE 2  | IND 5  | RSM 5  | ARA NU | JPN 5  | AUS 3  | MAL C  | VAL 3 | 3    | 228  |
| 2012 | MotoGP  | Yamaha      | QAT 5  | SPA 5  | POR 4  | FRA 7  | CAT 3  | GBR 19 | NED 3  | GER 3  | ITA 3  | USA 4  | IND 3  | CZE 4  | RSM 4  | ARA 3  | JPN 4  | MAL 13 | AUS 4  | VAL 6 | 4    | 218  |
| 2013 | MotoGP  | Ducati      | QAT 7  | AME 7  | SPA 8  | FRA 4  | ITA 5  | CAT 7  | NED 10 | GER 7  | USA 9  | IND 10 | CZE 7  | GBR NU | RSM 8  | ARA 8  | MAL 8  | AUS 9  | JPN 10 | VAL 9 | 8    | 140  |
| 2014 | MotoGP  | Ducati      | QAT 5  | AME 3  | ARG 9  | SPA 5  | FRA 8  | ITA 6  | CAT 8  | NED 2  | GER 8  | IND 7  | CZE 6  | GBR 5  | RSM 4  | ARA NU | JPN 5  | AUS 4  | MAL 8  | VAL 4 | 5    | 187  |
| 2015 | MotoGP  | Ducati Team | QAT 2  | AME 2  | ARG 2  | SPA 9  | FRA 3  | ITA NU | CAT NU | NED 12 | GER NU | IND 9  | CZE 6  | GBR 3  | RSM 8  | ARA 5  | JPN 5  | AUS 13 | MAL NU | VAL 7 | 7    | 162  |
| 2016 | MotoGP  |             | QAT 2  | ARG 13 | AME NU | ESP NU | FRA NU | ITA    | CAT    | NED    | GER    | AUT    | CZE    | GBR    | SMR    | ARA    | JPN    | MAL    | AUS    | VAL   | 11*  | 23*  |

* – sezon w trakcie